# Kopriwsztica
Kopriwsztica (bułg. Копривщица) – miasto położone w środkowo-zachodniej Bułgarii, około 111 km na wschód od Sofii, mieszka tu około 2700 ludzi. Miasto stanowi gminę Kopriwsztica.
W mieście zachowała się typowa zabudowa XIX-wiecznej Bułgarii, co czyni Kopriwszticę miastem-skansenem i jedną z największych atrakcji turystycznych regionu.
Kopriwsztica odegrała też – obok Panagjuriszte – kluczową rolę w narodowowyzwoleńczym antytureckim powstaniu kwietniowym w 1876 roku, które rozpoczęło się właśnie tutaj. Do naszych czasów zachowały się liczne pamiątki z tego okresu – broń, stroje, przedmioty codziennego użytku i inne. Można je dziś oglądać w niektórych udostępnionych do zwiedzania budynkach miasta.
Z Kopriwszticy pochodziło też kilku bułgarskich bohaterów walk wyzwoleńczych, m.in. Todor Kableszkow, Georgi Benkowski i poeta Dimczo Debelanow, którym poświęcone są tu osobne muzea.